# Creed
A Creed egy amerikai hard rock zenekar, komoly post-grunge hatásokkal. A zenekar 1995-ben alakult, majd egy rendkívül sikeres évtized végén 2004-ben feloszlott. 2009 késő tavaszán – az eredeti tagokkal – újjáalakult.

## Történet
1995-ben Florida fővárosában, Tallahassee-ben alapította a zenekart Scott Stapp énekes és Mark Tremonti gitáros, akik még a középiskolából ismerték egymást és együtt jártak egyetemre (Florida State University). Hozzájuk csatlakozott Brian Marshall basszeros és Scott Phillips dobos.

### A kezdetek
A zenekar-alapítók saját költségükön kezdték meg az első lemezük felvételét, John Kurzweg producer segítségével. A nyilvánosság előtti megjelenés előtt Brian Marshall javaslatára választották korábbi zenekarnevük (Naked Toddler) helyett a Creed elnevezést. A vallási alapoktól kölcsönzött név tükröződöt a zenekar dalaiban is, többször visszatérő témaként kezelnek vallási, keresztény témákat. Első lemezük, a My Own Prison címre keresztelt album (1997) hamarosan felkeltette a Wind Up Records érdeklődését, mely a Sony-val együttműködve újrakeverte és terjeszteni kezdte a korongot. A kiadó számításai beváltak: a rádiók slágerlistáira a lemez több dala is felkerült és maga a nagylemez is bejutott a Billboard Top 200-as listájának krémjébe, a legjobb 40 album közé.

### A csúcson
A zenekar a folyamatos turnézás közben rögzítette második albumát (Human Clay), mely megjelenését követően– köszönhetően a kislemezként korábban kiadott Higher című szám sikerének– azonnal a Billboard lista első helyén debütált. Nemcsak az első kislemez, de az azt követő What If, majd a harmadik kislemez-dalnak választott With Arms Wide Open is felkerült a rock-rádiók slágerlistájára, sőt ez utóbbi a zenekar első olyan száma volt, mely a pop-listákon is az élen végzett. A számról közismert, hogy azt Scott Stapp a még meg sem született fiának írta, ezzel köszöntve világra érkezését. Nem sokkal később átvehették a dalért a Grammy díjat.
Az együttes sikere, illetve stílusa számos kollégájuk kritikáját kiváltotta, így az Offspring, illetve Fred Durst, a Limp Bizkit frontembere is kikelt a zenekar ellen. Ez utóbbi, valamint a folyamatos összehasonlítás a Pearl Jam munkásságával Brian Marshall basszusgitáros idegeit is megtépázta, több alkalommal is nyilvánosan kritizálta Eddie Vedder zeneszerzői képességeit. A basszusgitáros nem sokkal később, 2000 nyarán elhagyta a zenekart.
A 2000-es turné hátralévő koncertjein Brett Hestla került a basszeros posztra, majd amikor a zenekar stúdióba vonult, hogy rögzítse harmadik stúdiólemezét, Mark Tremonti úgy döntött, a zenekar magjának megőrzése érdekében maga játssza fel a lemezre a basszusgitár-futamokat. Végül a Weathered címre keresztelt lemez 2001 novemberében jelent meg, rögtön az amerikai slágerlista élére ugrott és két hónap alatt mintegy ötmilliós eladást produkált.

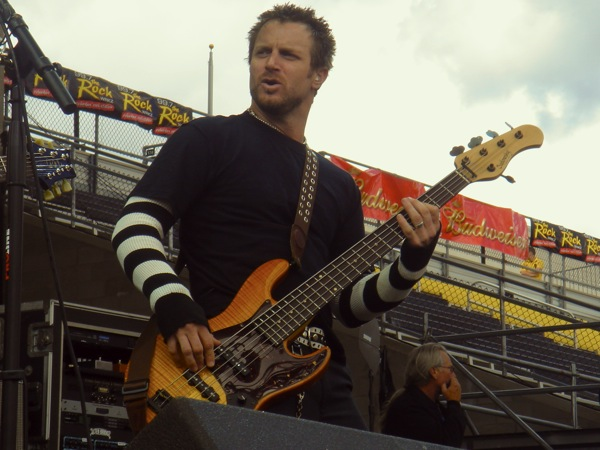
A zenekar eredeti basszusgitárosa, Brian Marshall.

### A zenekar feloszlása
A sikerek ellenére a zenekar énekese, Scott Stapp súlyos problémákkal küzdött: magánélete válságba került, 2002 áprilisában súlyos autóbalesetet szenvedett, majd gyógyszer- és alkohol-függőségbe menekült. 2003-ban a turné Chicago-i állomásán gyógyszerek és alkohol hatása alatt kidőlt a színpadon, egyes számok szövegeit is felcserélte. A sikerekkel járó kihívásokat a zenekar nem tudta feldolgozni: 2004 nyarán a kiadó bejelentette az együttes feloszlását.
A zenekar szétválását követően Stapp saját szólólemez készítésébe kezdett, míg Tremonti és Phillips ismét felvette a kapcsolatot Marshallal és Myles Kennedy énekessel megalkották az Alter Bridge zenekart. Stapp The Great Divide címen 2005 novemberében jelentette meg első szólólemezét, melynek producere a Creed-albumokon is folyamatosan dolgozó John Kurzweg volt. A lemez sikeresen szerepelt, feljutott a Billboard Top 200-as listáján a 19. helyre.
Az Alter Bridge négy stúdióalbumot (One Day Remains, 2004; Blackbird, 2007, ABIII 2010, Fortress 2014) és két koncert DVD-t (Live from Amsterdam, 2009, Live at Wembley, 2012) jelentetett meg.

### Az újrakezdés
2008 novemberében a Blabbermouth.net arról értekezett, hogy egy esetleges Led Zeppelin újraegyesülés során Robert Plant énekes helyét Myles Kennedy vehetné át és mindez elvezethetne a Creed újjáalakulásához is. Majd nem sokkal később már a Rolling Stone magazin is "közeli" várható bejelentésről beszélt, ami egy 2009 nyári Creed-turnéval kapcsolatos. Végül hosszabb előkészületek után 2009 áprilisában a zenekar honlapján keresztül bejelentette újjáalakulását és nemcsak egy új turnét harangoztak be, hanem egy már készülőben lévő új albumot is ígértek. Egy Rolling Stone-interjúban a személyes démonait legyőző Stapp örömmel nyilatkozta:  "Ez sokkal inkább egy megújulás és újjászületés. Hiányoltam a srácokat és velük szerettem volna újra  zenét alkotni. Mindannyiunkat izgalommal tölt el, hogy kaptunk egy második esélyt arra, hogy jó első benyomást keltsünk."
A három zenész-társ közben szintén kinyilvánította, hogy nem kívánja feladni az Alter Bridge jövőjét sem és továbbra is terveznek Myles Kennedy-vel lemezeket és turnét.
A Creed-újjáalakulás első kézzelfogható eredménye a 2009. augusztus 6-án kezdődő észak-amerikai turné volt, majd még e hónap 19-én a zenekar honlapján megjelent az Overcome címet viselő kislemez. A második kislemez-dal (Rain) szeptember végén került a rádiókhoz és a boltokba, míg az új, Full Circle című nagylemez 2009. október 27-én látott napvilágot.
A zenekar ígérete szerint 2010-ben nemcsak újra az Egyesült Államokban, de a világ többi részén is megturnéztatják az új albumot, sőt Scot Phillips dobos nyilatkozata szerint, van még muníció a tarsolyukban újabb albumokhoz is.

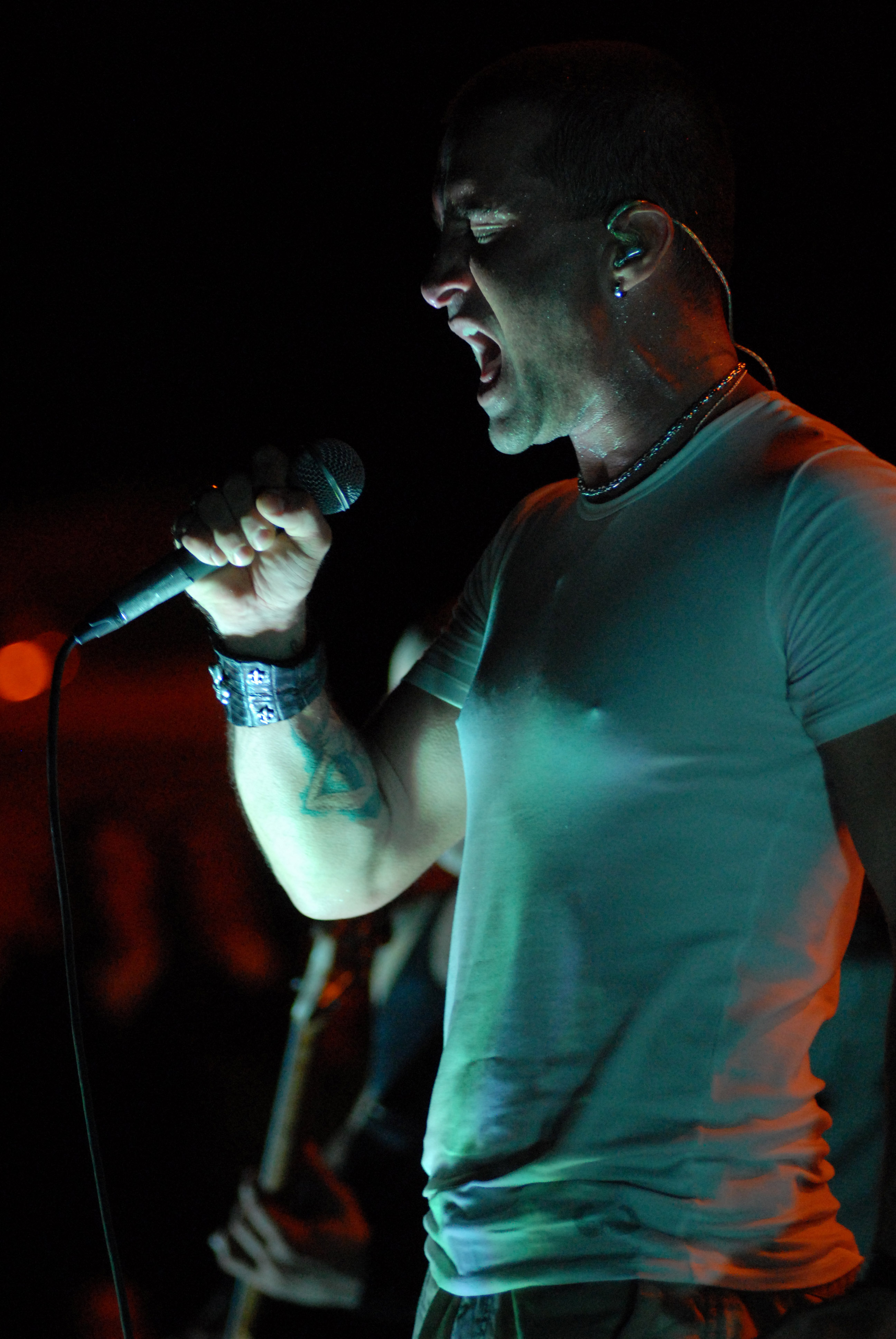
Scott Stapp énekes új frizurájával 2008 őszén.

## Stílus és hatás
A zenekar indulásakor– érezhetően az Alice in Chains és a Pearl Jam hatására– alapvetően post-grunge és hard rock elemekből táplálkozott, melyet azonban elegyíteni tudott a 70-es évek arena rockjával. A keményebb metal-hangzástól (pl. What If, Bullets), az alternatív rock-on (pl. Torn) és a klasszikus hard rock-on (pl. My sacrifice) át egészen az érzékeny balladákig (pl. With Arms Wide Open, One Last Breath) terjed a zenekar repertoárja. A 90-es évek végére az egyik legfelkapottabb rock-zenekarrá nőtte ki magát az együttes, melynek dalai alapvetően járultak hozzá, hogy a rádiók keményebb stílusú, gitáralapú zenéket is ismét felvegyenek játszási listáikra. A zenekar első három lemeze többszörös platina-státuszt ért el az Egyesült Államokban, 2004-ig a zenekar több mint 30 millió lemezt adott el.
Ugyanakkor a kritika sem kerülte el a zenekart, különösen rádióbarát stílusuk, valamint a gyakran vallási kérdésekkel foglalkozó, kereszténységgel és hittel kapcsolatos szövegek, továbbá Scott Stapp énekes manírjai (énekstílusát gyakran tekintették a Pearl Jam-frontember, Eddie Vedder utánzásának), majd alkohol- és gyógyszerfüggősége váltottak ki ellenérzést. A Guitar Wold magazin 2004-es közönségszavazatán a zenekar, a Limp Bizkit mögött és a The Strokes előtt– a nem túl hízelgő– "az év második legrosszabb együttese" státuszt érte el.

## Korábbi tagok
A zenekar felállása alapvetően stabilnak tekinthető, egyedül Brian Marshall 2000-ben bekövetkezett távozása hozott változást az együttes életében. Helyére 2000 és 2004 között Brett Hestla érkezett a basszusgitárosi posztra. A zenekar munkásságát néhány session- és turné-zenész egészítette ki az évek során.

## Diszkográfia

### Albumok
- 1997: My Own Prison
- 1999: Human Clay
- 2001: Weathered
- 2004: Greatest Hits
- 2009: Full Circle

### Kislemezek
- 1997: My Own Prison
- 1998: Torn
- 1998: One
- 1999: What's This Life For
- 1999: Higher
- 2000: My Own Prison
- 2000: What If
- 2000: With Arms Wide Open
- 2001: Higher 2001 EP
- 2001: My Sacrifice
- 2002: Bullets
- 2002: One Last Breath
- 2002: Don't Stop Dancing
- 2009: Overcome (csak online letölthető)
- 2009: Rain

## Díjak
- Grammy (2001): With Arms Wide Open mint legjobb rock-dal („Best Rock Song“)
- American Music Award: Human Clay mint legjobb lemez („Favorite Album“– 2001), Creed mint legjobb zenekar („Favorite Band, Duo or Group“– 2003) és kétszer Creed mint legjobb alternatív zenekar („Favorite Alternative Artist“– 2001 és 2003)[11]